# 日本とルーマニアの関係
日本とルーマニアの関係（にほんとルーマニアのかんけい、ルーマニア語: Relaţiile dintre România şi Japonia、英語: Japan–Romania relations） では、日本とルーマニアの関係について概説する。

## 両国の比較
|                   | ルーマニア                   | 日本                           | 両国の差                   |
| ----------------- | ---------------------------- | ------------------------------ | -------------------------- |
| 人口              | 1935万6544人（2019年）       | 1億2626万人（2019年）          | 日本はルーマニアの約6.5倍  |
| 国土面積          | 23万8000 km²                 | 37万7972 km²                   | 日本はルーマニアの約1.6倍  |
| 人口密度          | 85 人/km²（2018年）          | 347 人/km²（2018年）           | 日本はルーマニアの約4.1倍  |
| 首都              | ブカレスト                   | 東京都                         |                            |
| 最大都市          | ブカレスト                   | 東京都区部                     |                            |
| 政体              | 議院内閣制                   | 議院内閣制                     |                            |
| 公用語            | ルーマニア語                 | 日本語（事実上）               |                            |
| 通貨              | ルーマニア・レウ             | 日本円                         |                            |
| 国教              | なし                         | なし                           |                            |
| 人間開発指数      | 0.811                        | 0.919                          |                            |
| 民主主義指数      | 6.49                         | 7.99                           |                            |
| GDP（名目）       | 2500億7744万米ドル（2019年） | 5兆819億6954万米ドル（2019年） | 日本はルーマニアの約20.3倍 |
| 一人当たり名目GDP | 12919.5米ドル（2019年）      | 40246.9米ドル（2019年）        | 日本はルーマニアの約3.1倍  |
| GDP（購買力平価） | 6453億4592万米ドル（2019年） | 5兆5043億3091米ドル（2019年）  | 日本はルーマニアの約8.5倍  |
| 一人当たり実質GDP | 33339.9米ドル（2019年）      | 43593.5米ドル（2019年）        | 日本はルーマニアの約1.3倍  |
| 経済成長率        | 4.2%（2019年）               | 0.7%（2019年）                 |                            |
| 軍事費            | 49億4495万米ドル（2019年）   | 476億902万米ドル（2019年）     | 日本はルーマニアの約9.6倍  |

## 歴史

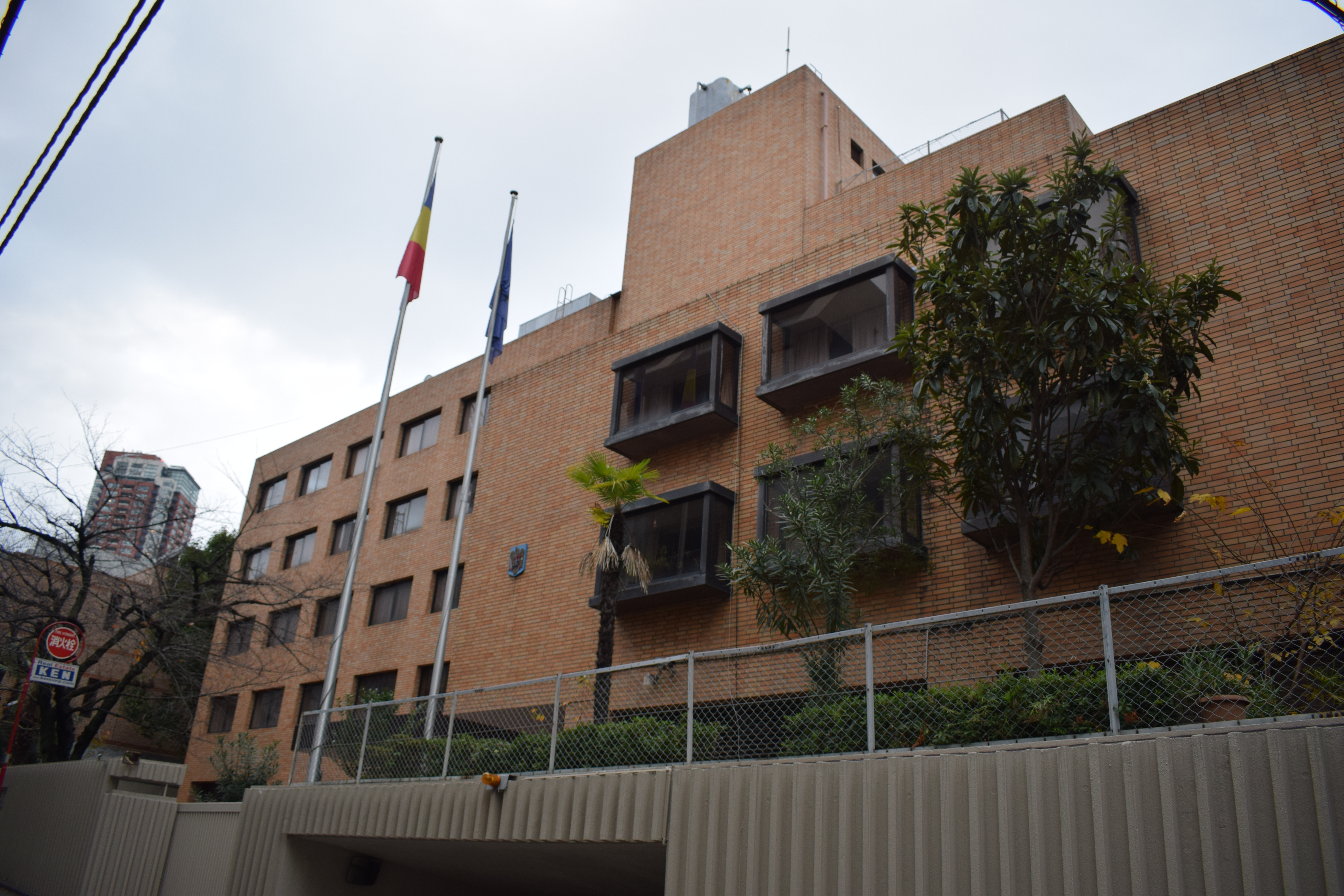
駐日ルーマニア大使館全景（東京）

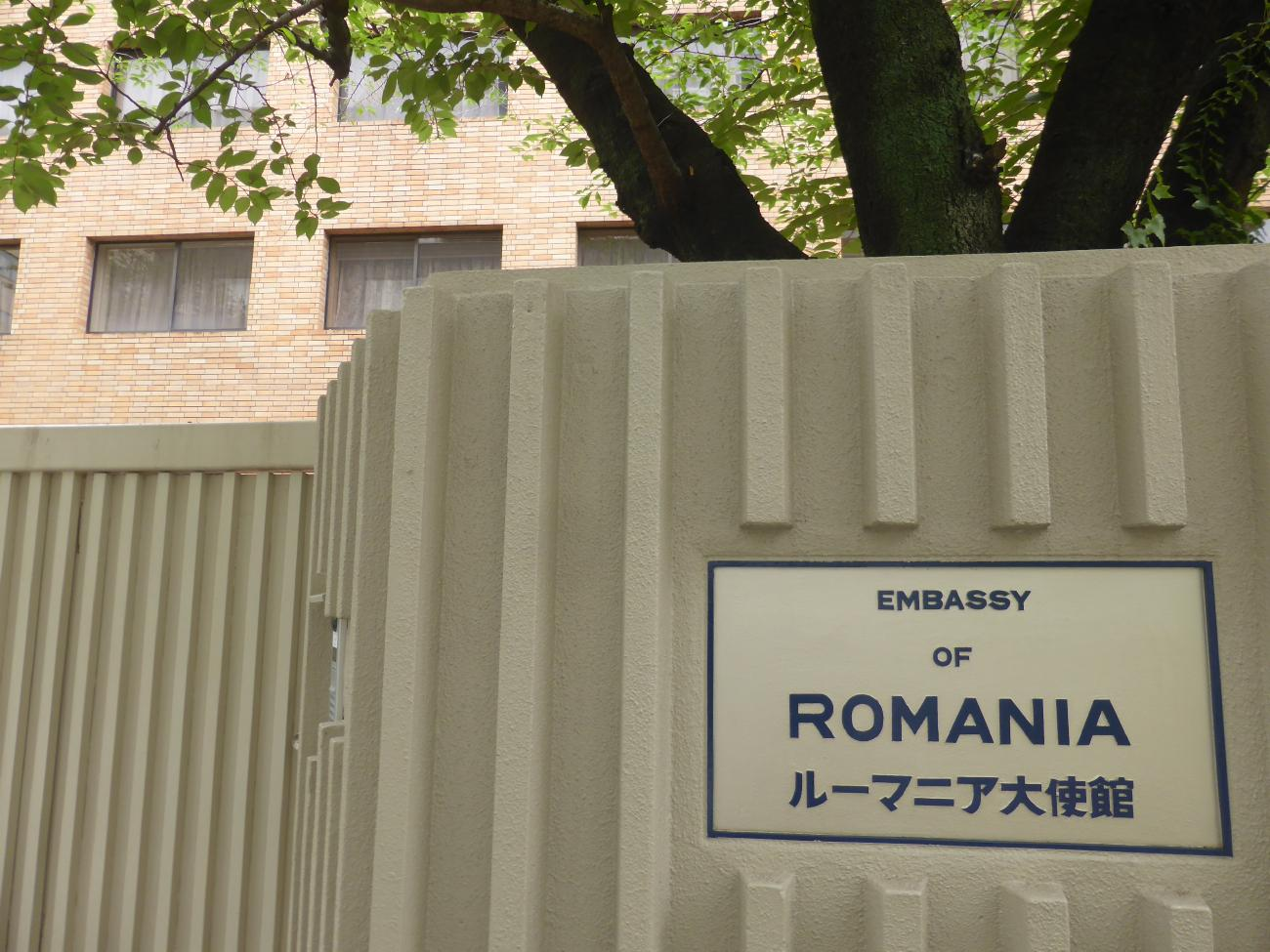
駐日ルーマニア大使館表札（東京）

日・ルーマニア関係は、1902年両国の駐オーストリア＝ハンガリー帝国公使が外交関係樹立のための最初の協議を行ったことに遡る。1917年には公式な外交関係が確立され、第一次世界大戦後の1921年には在京ルーマニア公使館開設、遅れて1922年には在ルーマニア大日本帝国公使館がブカレストに開設した。1923年には大阪に在大阪ルーマニア名誉総領事館が開設。第二次世界大戦に際し、両国は1944年に外交関係を断絶したが、第二次大戦終結後の1959年に回復。1964年6月1日には、両国は大使館を相互に設置した。それ以降は、冷戦時代も含めて友好的な関係を保っている。
冷戦が終結しルーマニア社会主義共和国崩壊後、2002年には初めての二国間の外交接触から100周年記念を祝い、この好機にルーマニアの大統領は日本を訪問、「日本とルーマニアの友好、協力とパートナーシップ共同声明」が調印された。2009年、戦後の外交関係再開から50周年を迎え、両国において各種記念行事が実施されたほか、秋篠宮・同妃がルーマニアを訪問し、バセスク大統領夫妻が日本を公式実務訪問した。2021年、日・ルーマニアの1921年外交関係樹立から100周年を迎えた。

## 外交関係
友好国である事から、要人往来は活発に行われている。ルーマニアは2004年に北大西洋条約機構（NATO）、2007年に欧州連合（EU）に加盟。日本はNATOのグローバル・パートナーシップ国であり、また同盟国であるアメリカを介して安全保障面でも協力関係にある。

### ルーマニア要人の訪日
2002年、外交接触100周年を祝ってルーマニア大統領のイオン・イリエスクが訪日を実施。当時総理大臣であった小泉純一郎との首脳会談を実施し、日本の常任理事国入りを強く支持したほか、将来的なルーマニアのEU加盟を念頭にした経済協力や、テロとの戦い、アフガニスタン情勢などについて意見が交わされた。
2005年6月、大統領のトラヤン・バセスクが愛知万博訪問のために訪日。それに際して小泉純一郎と首脳会談を実施。同年の11月にはルーマニア外相のミハイ・ラズヴァン・ウングレアーヌが訪日して、外務大臣の麻生太郎と外相会談を実施し、南欧やバルカン半島の安定化についてが話し合われた。
2007年、ルーマニア首相のカリン・ポペスク・タリチェアヌが訪日し、安倍晋三と首脳会談を行った。日本側からはルーマニアのEU加盟に祝意が贈られ、ルーマニアは引き続き日本の常任理事国入りを支持する立場を示した。
2010年、再びトラヤン・バセスクが訪日し、鳩山由紀夫と首脳会談を実施。また参議院訪問を実施して、日本との交流を深めた。
2013年、ルーマニア外相のティトゥス・コルラツェアンが外務大臣の岸田文雄と外相会談を実施。関係の深化、ルーマニアの経済的成熟や民主主義の定着に伴って、基本的価値観を共有するパートナーとして「日本－ルーマニアの新たなパートナーシップに関する外相共同声明」が発表された。
2014年、ルーマニア予算担当大臣を務めるリヴィウ・ヴォイネアが日本で外務副大臣の岸信夫と会談を実施。ルーマニアの経済成長により、最後の円借款になる予定の「ブカレスト国際空港アクセス鉄道建設計画」について意見がまとめられたほか、日本企業のルーマニア進出といった経済面での協議が行われた。
2019年、令和の即位礼正殿の儀の出席のため、ルーマニア大統領のクラウス・ヨハニスが訪日。安倍晋三との会談を経て、友好関係を確認した。
2023年3月5日～3月9日、ルーマニア大統領のクラウス・ヨハニスが実務訪問賓客として訪日。3月7日に大統領夫婦は天皇・皇后と会見、ヨハニス大統領と岸田文雄が首脳会談、大統領に同行したルーマニア外相のボグダン・アウレスクが外務大臣の林芳正と外相会談を行なった。

### 日本要人のルーマニア訪問
2007年、麻生太郎が外務大臣としてルーマニアを訪問。ミハイ・ラズヴァン・ウングレアーヌと外相会談を実施したのち、ブカレスト大学への文化無償資金協力贈与契約署名式及び日本語図書寄贈式に立ち会った。
2013年、日ルーマニア友好議連会長である谷垣禎一（当時法務大臣）がルーマニアを訪れ、ルーマニア法務省と共同で「日本・ルーマニア法務省間の協力に関する共同声明」を発出。同年12月と2017年には岸信夫が外務副大臣としてルーマニアを訪問した。
2018年、安倍晋三が現職の総理大臣として初めてルーマニアを訪問し、クラウス・ヨハニス大統領と会談を実施。安全保障や文化、経済などあらゆる分野での協議がなされ、友好関係が確認された。

## 経済交流

### 貿易
日本の対ルーマニア貿易は、輸出421億円に対し輸入937億円であり、日本が2倍ほど赤字となっている。日本からは自動車、電気機器、化学製品等を輸出し、ルーマニアからはたばこ、電気機器、衣類等を輸入している。日本・EU経済連携協定の締結以降、ルーマニアの対日貿易は拡大しつつある。

### 日本企業の進出・投資
2019年時点でルーマニアに進出する日系企業数は106社。日系企業の対ルーマニア投資は、ブカレスト近郊及びハンガリーに近いトランシルバニア地方に集中しており、製造業ではJTI（日本たばこ）、住友電装、矢崎総業などが進出している。2016年には日本電産が家電用電気モーター製造企業ANA IMEPを買収した。分野別に見れば、自動車産業関連の投資が中心であり、欧州連合の拡大に伴い、自動車産業の製造拠点としての可能性が注目されつつある。これに伴いワイヤーハーネス用電気回路部品等、自動車部品の日本からの輸入が増加している。
その他、2011年には住友商事が子会社を通じて農業商社ALCEDO社を、2013年にはNTTデータがクルージュ・ナポカ市に本社を置くITサービス企業EBSを、2017年には郵船ロジスティクスがルーマニア国内における物流会社で売上第８位の規模のSC Tibbett Logistics SRLを買収するなど、日本企業が投資に関心をもつ分野が多様化してきている。
販売業ではホンダ・トレーディング、ブリヂストン、ミツトヨ（測定装置）等が進出しており、人口約2000万人というルーマニアの販売市場の大きさが着目されている。

### 経済支援
経済支援としては、日本は体制転換後のルーマニアの民主化・市場経済化を支援するため、1991年から技術協力、文化無償資金協力による経済協力を開始。1996年のエミル・コンスタンティネスク大統領の訪日を契機に円借款及び一般無償資金協力の実施を開始した。これまでのルーマニアへの円借款供与案件として、「コンスタンツァ南港整備計画（約128億円）」、「道路整備計画（約92億円）」、「ブカレスト＝コンスタンツァ間鉄道近代化計画（約256億円）」、「トゥルチェニ火力発電所環境対策計画（約287億円）」があり、ルーマニア側から高い評価を得ている。2010年3月、トラヤン・バセスク大統領の訪日の際に「ブカレスト国際空港アクセス鉄道建設計画（約419億円）」にかかる交換公文が署名され、これがルーマニアに対する最後の円借款事業になる予定である。
また、草の根レベルにおける協力として、1997年以降青年海外協力隊を派遣し、2008年12月の終了までの期間に青少年活動や医療の分野を中心として延べ112人が派遣された。ルーマニアに対する支援は、同国の経済発展状況及びEU加盟を踏まえ、段階的に縮小され、2011年度末に全て終了した。それまでの累計は1200億円を超えており、主要ルーマニア援助国の一つであった。

## 文化交流

### 演劇
ルーマニアにおける日本文化に対する関心は高い。多くの文化面での交流がある中で、音楽や演劇分野での交流は特に盛んで、ヨーロッパ最大級の演劇祭の一つとして知名度を増しつつあるシビウ国際演劇祭には、毎年日本から劇団が参加している。また、中村勘三郎、野田秀樹、野村萬斎といった文化人が招待された。

### 学術
1970年にルーマニア国内で水害が発生。東京工業大学に在籍していたルーマニア人の学生が、救援を求めて回ることがあったが、当時の新聞では「たった1人の在日留学生」と紹介している。
21世紀に入ると日本研究・日本語学習に対する関心も高まり、ルーマニアにおける日本語学習者数は東欧ではポーランドに次いで多く、2000名以上にのぼる（2015年度調査）。ブカレスト大学は日本の文化無償資金協力を受けて2005年に日本研究コースの修士課程を開設し、2010年に日本研究センターを設立した。さらに、バベシュ・ボヤイ大学（クルージュ・ナポカ市）が2017年に、ブカレスト経済大学が2018年にそれぞれ日本文化センターを設立するなど、日本研究・日本文化発信の拠点が整備されている。
大学間交流も活発に行われており、ブカレスト大学は山形大学や早稲田大学などと、バベシュ・ボヤイ大学は愛媛大学や神戸大学、琉球大学、東京外国語大学などと、ブカレスト経済大学は長岡技術科学大学と学術交流協定を締結している。

### 姉妹都市
都市間交流も活発である。
- 神奈川県横浜市 ‐ ルーマニア・コンスタンツァ

1977年（昭和52年）3月、駐日ルーマニア大使館から横浜市に対し、ルーマニア最大の港湾都市であるコンスタンツァ市との姉妹都市提携の提案があった。当時、日本とルーマニアの貿易量は年々増加し、文化交流、人的交流も始まったことから、港湾都市という共通の都市機能を持つ横浜市とコンスタンツァは今後も関係性が深まっていく事が期待され、同年10月12日提携に至った。2017年に姉妹都市提携40周年を迎え、横浜市の代表団がコンスタンツァを訪問し市長と懇談会などを実施した。
- 岐阜県高山市 ‐ ルーマニア・シビウ

高山市は伝統的な町並みを残して国際会議観光都市にも指定されている。一方のシビウも、欧州文化首都に選ばれ赤い瓦屋根の民家が立ち並ぶ旧市街が残る文化都市である。このような背景から、2008年に両都市間で交流が始まり、2012年には正式に友好都市提携が結ばれた。
- 東京都武蔵野市 ‐ ルーマニア・ブラショヴ

ルーマニア民主化直後、武蔵野市出身でルーマニア国立ジョルジュ・ディマ交響楽団の指揮者であった曽我大介が資金難にあえぐルーマニアを支援したことが交流のきっかけ。ブラショヴ市内には「日本武蔵野センター」が開設されており、日本語教育やイベントなどを実施、日本文化発信の拠点となっている。
- 福岡県川崎町 ‐ ルーマニア・ブレアザ（英語版）

1998年8月22日、川崎町町制施行60周年記念式典にブレアザ町長を招待。姉妹都市関係を締結。

## 外交使節

### 駐日ルーマニア大使・公使

#### 駐日ルーマニア公使
1. ニコラエ・ゼノポール（ルーマニア語版）（1917年9月13日 - 同年12月5日/18日）[81]
2. エドガー・マブロコルダット（ルーマニア語版）（1921年6月 - 1922年4月1日）[81]
3. イオン・アウレル・ヴァシリウ（1927年11月 - 1929年6月）[81]
4. ジョルジェ・ストイチェスコ（1929年7月 - 1939年1月）[81]
5. C.パラスキヴェスコ（1939年6月 - 1940年12月）[81]
6. ジョルジェ・バグレスコ（ルーマニア語版）（1941年2月28日-1944年9月）[82]
7. パヴェル・シラード（1959年 - 1963年）[81]

#### 駐日ルーマニア大使
1. イオン・オブラドビッチ（1964年8月 - 1966年）[83]
2. イオン・ダク（1966年 - 1969年10月7日）[84]
3. ヨセフ・ゲオルギュー（1969年10月7日 - 1973年2月2日）[85]
4. ニコラエ・フィナンツ（1973年2月2日 - 1978年5月11日）[85]
5. ラドゥ・ヨアン・ボグダン（1978年5月11日 - 1986年7月18日）[86]
6. コンスタンティン・ヴラッド（1986年7月18日 - 1990年）[86]
7. ミルセア・ミトラン（1990年 - 1994年11月17日）[87]
8. ユージェン・ディジュマレスコ（ルーマニア語版）（1994年11月17日 - 2000年1月15日）[88]
9. イオン・パスク（ルーマニア語版）（2000年6月29日 - 2004年4月27日）[89]
10. アウレリアン・ネアグ（2005年5月20日 - 2010年9月8日）[90]
11. ラドゥ・ペトル・シェルバン（ルーマニア語版）（2012年1月16日 - 2016年5月16日）[91]
12. スヴェトラナ・タティアナ・ヨシペル（ルーマニア語版）（2016年8月5日 - 2021年5月22日）[92]
  - （臨時代理大使）エドゥワド・ヨシペル（2021年5月22日 - 2021年6月15日）[93]
  - （臨時代理大使）クリスティナ・カプリニ（2021年6月15日 - 2021年9月30日）[94]
13. オヴィディウ・ドランガ（2021年9月30日 - 2024年2月26日）[95]
  - （臨時代理大使）ジェタ・メデレアヌ（2024年2月26日 - 2024年11月13日）[96]
14. オヴィディウ・アレクサンドル・ラエツキ（2024年11月13日 -）[97]

## ギャラリー

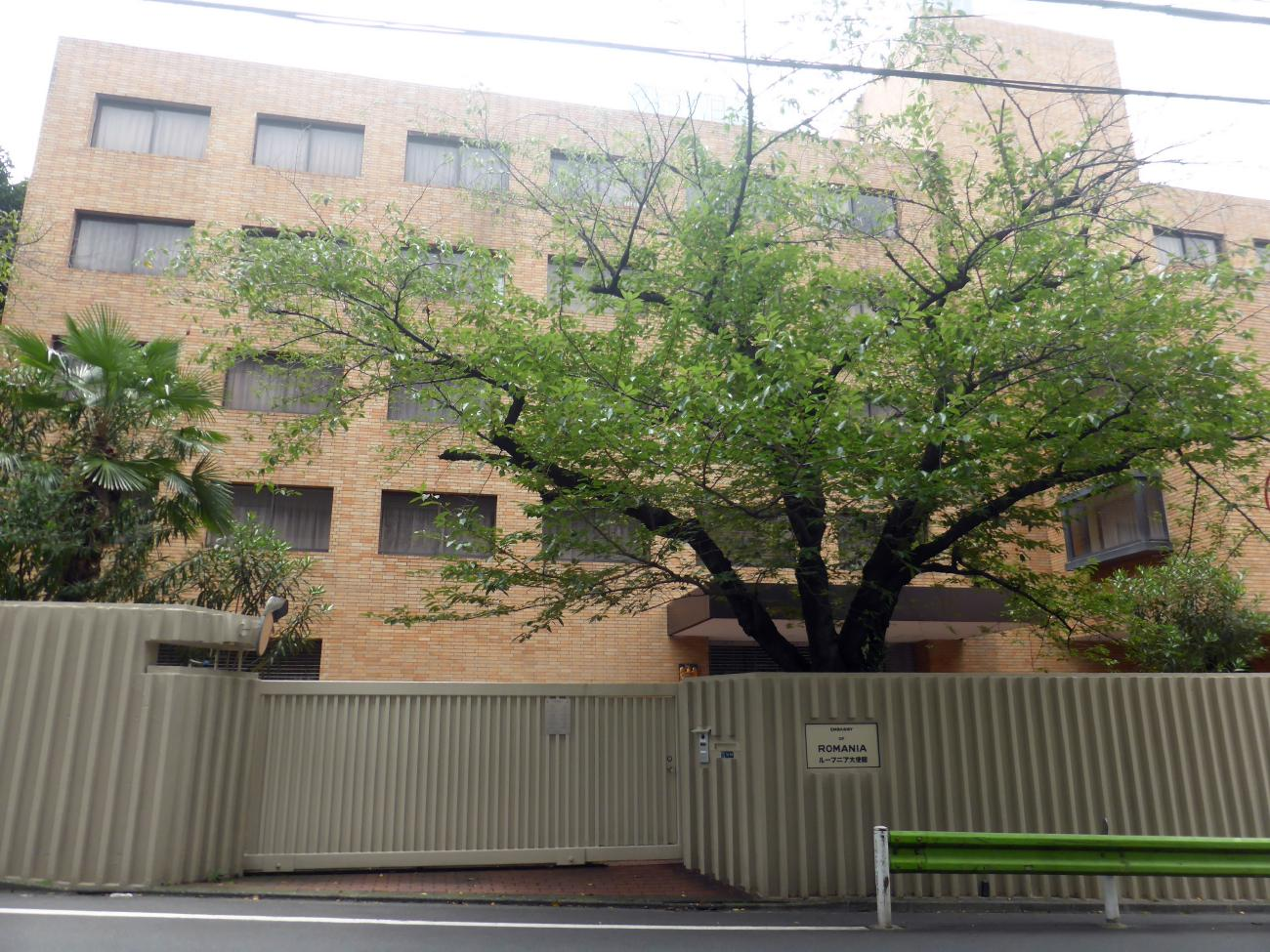
駐日ルーマニア大使館全景（東京）
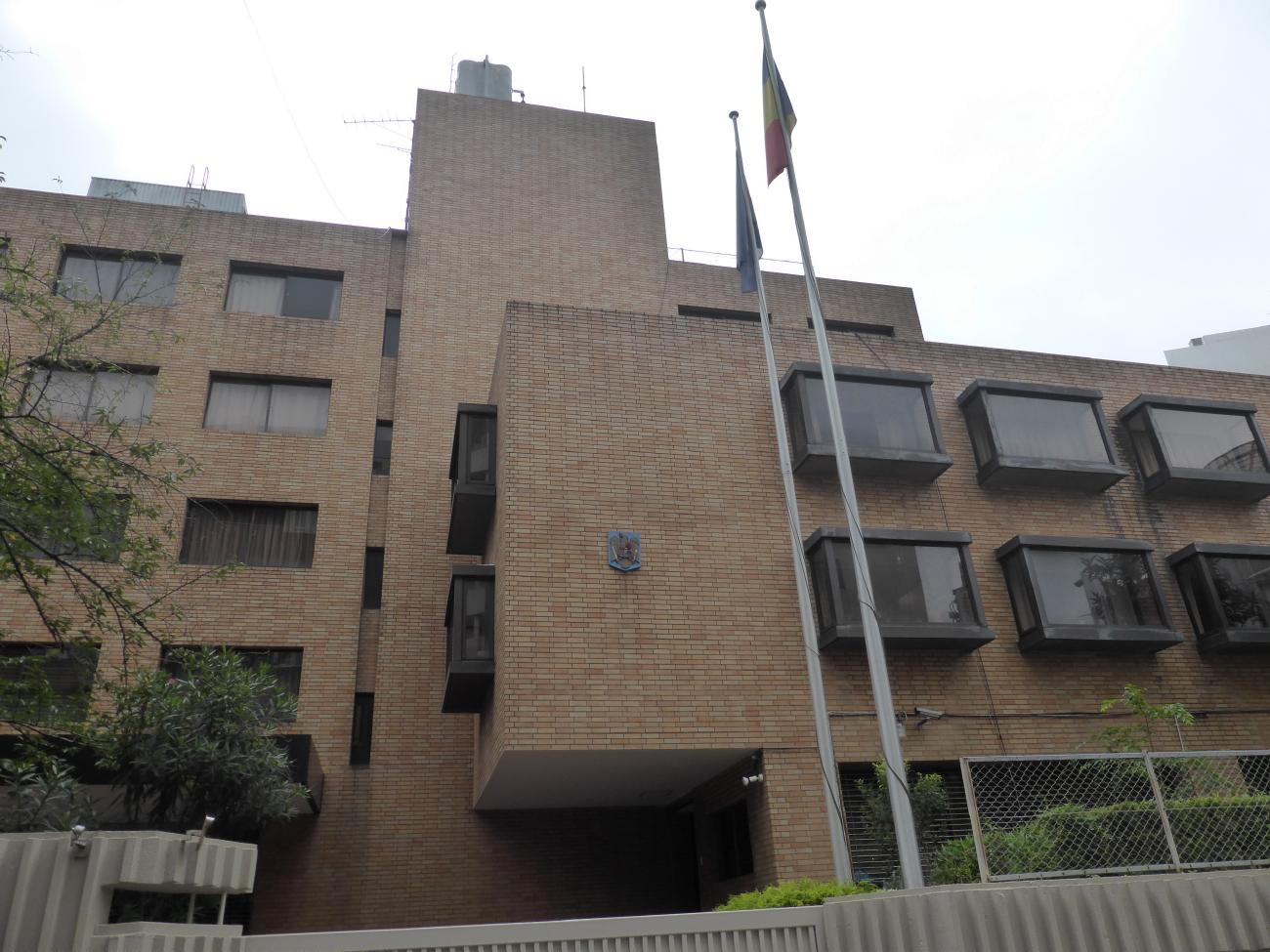
駐日ルーマニア大使館と国旗
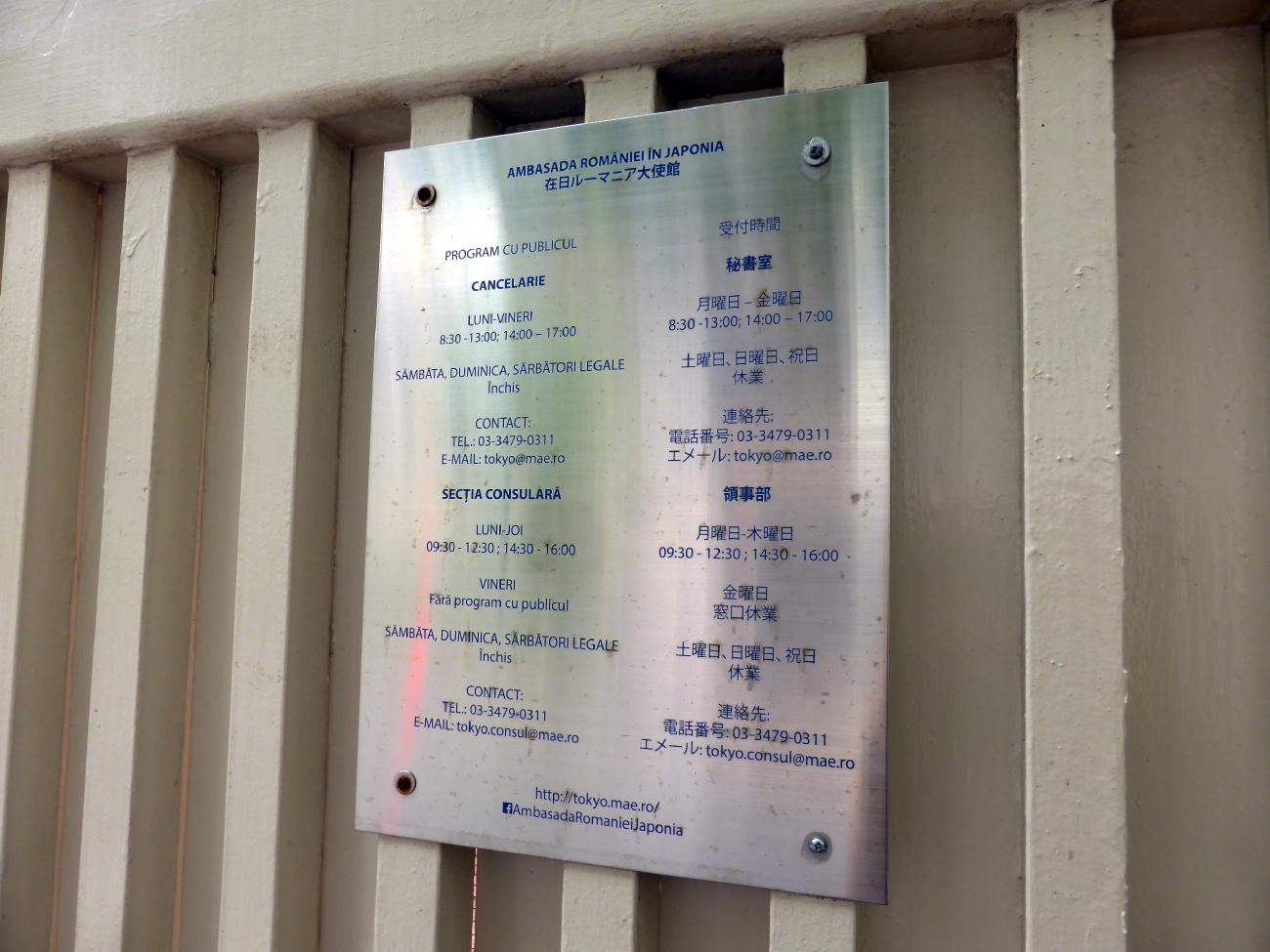
駐日ルーマニア大使館の受付時間
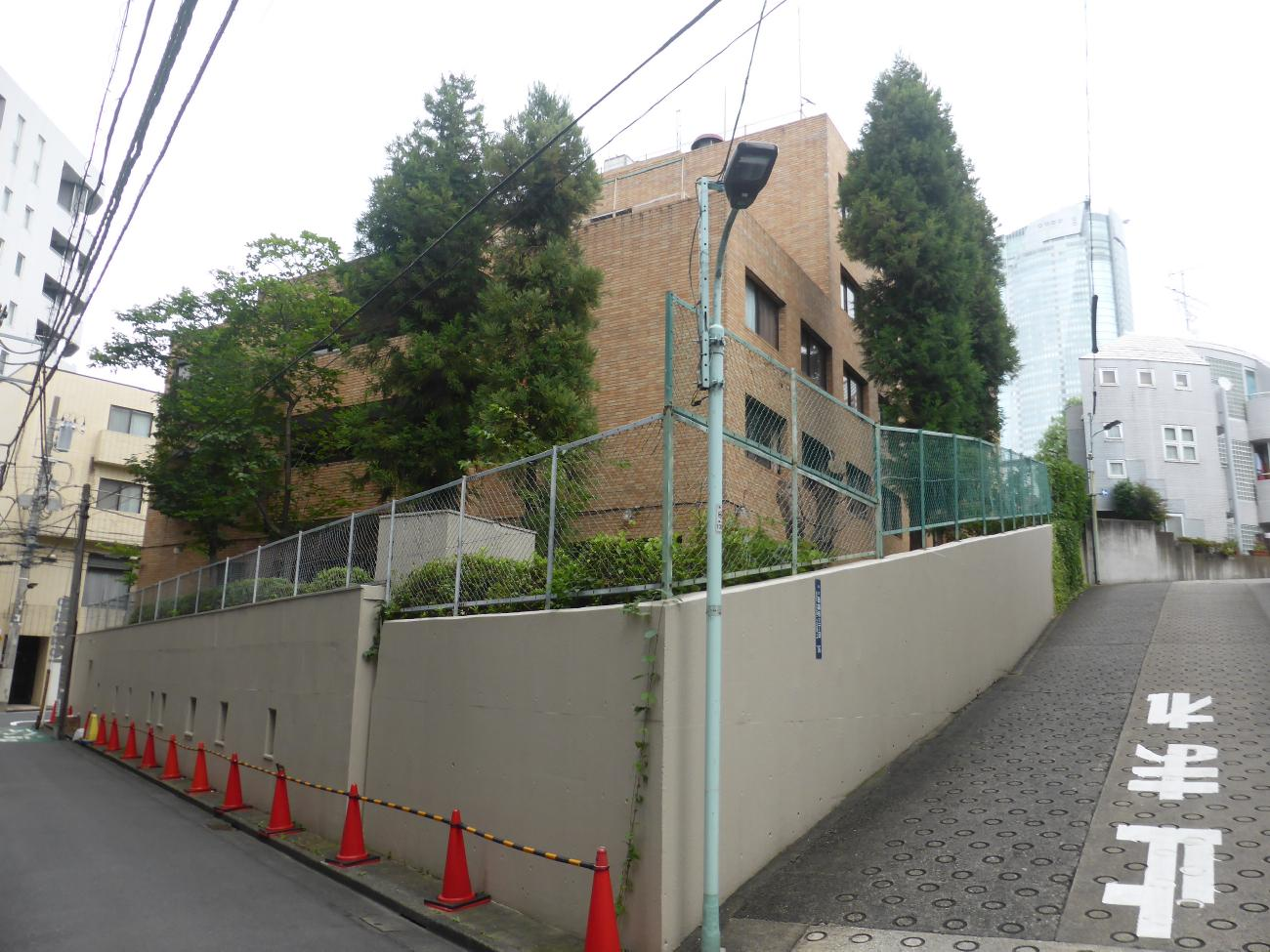
駐日ルーマニア大使館裏
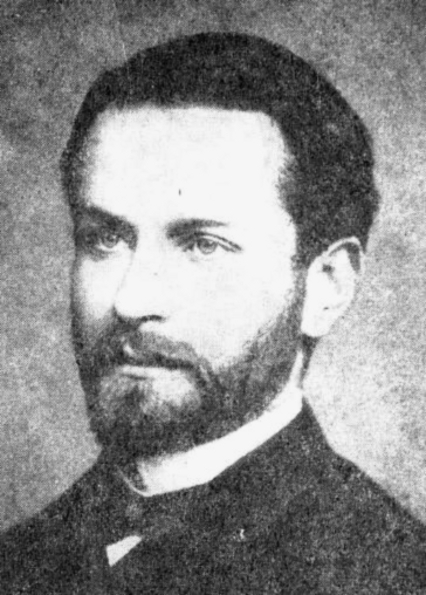
初代駐日ルーマニア公使ニコラエ・ゼノポール（ルーマニア語版）
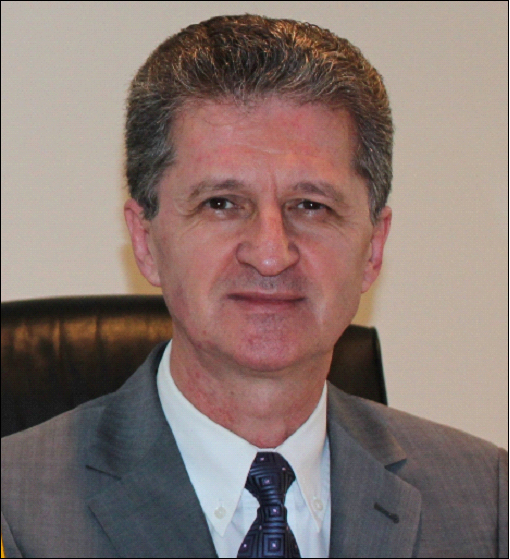
元駐日ルーマニア大使ラドゥ・ペトル・シェルバン（ルーマニア語版）
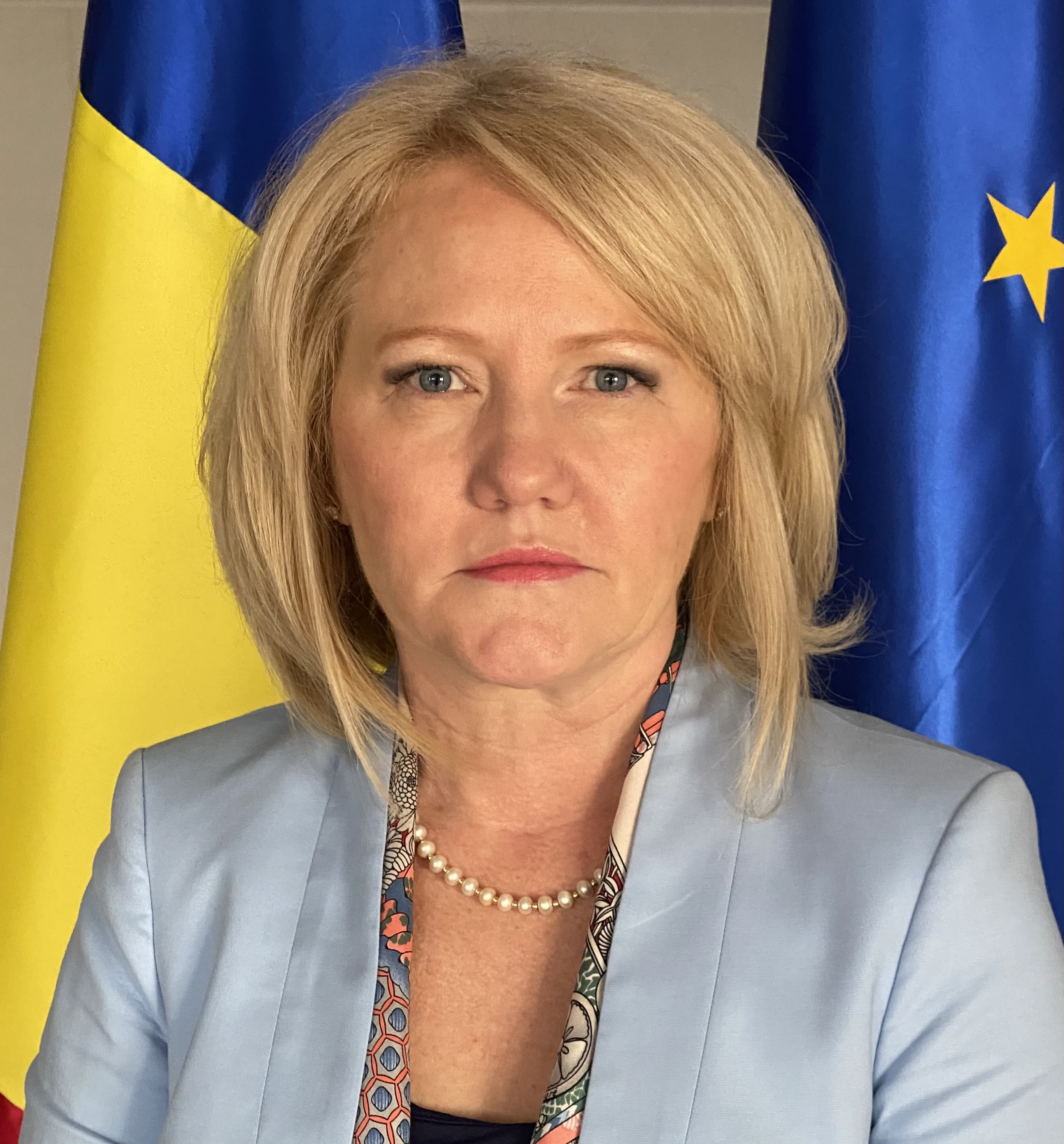
前駐日ルーマニア大使スヴェトラナ・タティアナ・ヨシペル（ルーマニア語版）